# Назранівська фортеця
43°14′49″ пн. ш. 44°48′36″ сх. д. / 43.246994° пн. ш. 44.810086° сх. д.

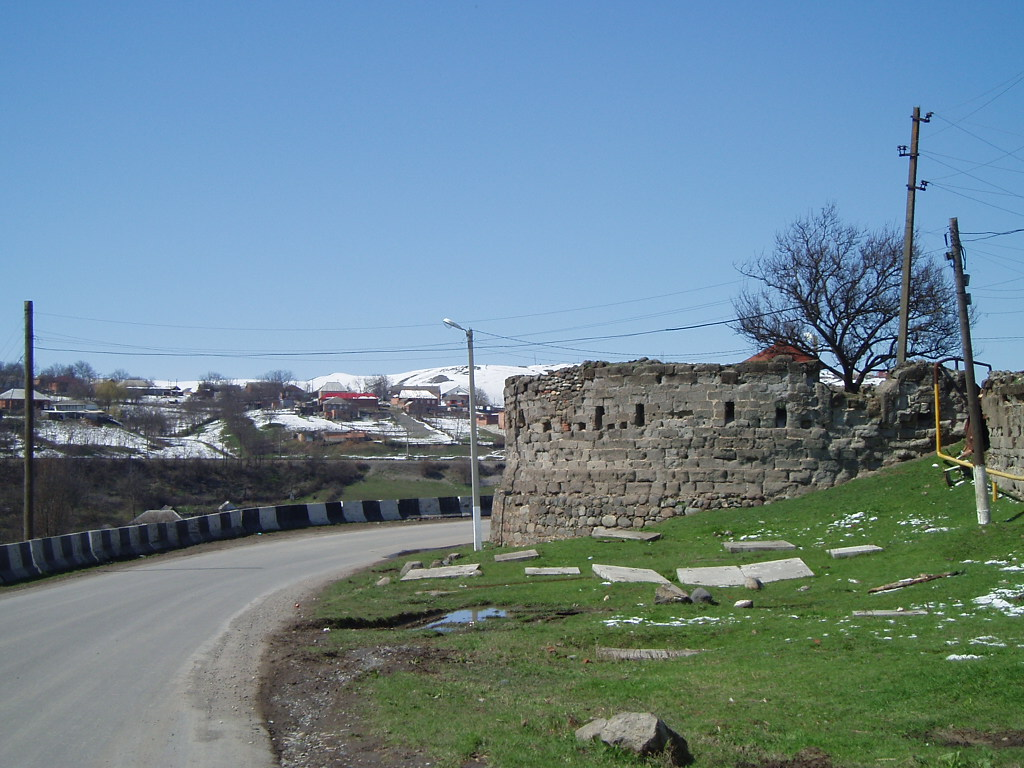
Назранівська фортеця

Фортеця Назрань (Назранівська фортеця) - фортеця російської  армії в місті Назрань (Інгушетія). Є унікальною пам'яткою  фортифікаційного зодчества початку XIX століття.
Місцевість де розташована фортеця - височина в межиріччі Сунжи і Назрані була стратегічно важливою і тому в різні періоди історії тут розташовувалися зміцнення, пости, фортеці.
Фортеця є одним з найважливіших історичних і культурних об'єктів Інгушетії і однією з головних визначних пам'яток на її рівнинній території. З нею пов'язані різні значущі події і процеси і в історії інгуського народу, і в цілому всього кавказького регіону.              

## Царський період
За свідченням квартирмейстера російської армії Л. Штедера, в 1781 році на цьому місці інгуші тримали пост для охорони своїх поселень, розташованих у верхів'ях річок Сунжа і Камбілеєвчі:
"Назрань - невелика річка, яка біжить на північний схід по болотах, зарослим чагарником і очеретом; у неї прозора вода і топке ложе, тому її, крім як на мілинах, неможливо перейти. Ці важкі переправи, височини і сама Сунжа, яка біжить на схід через лісисті гори, утворюють тут міцне тісну ущелину, у якого інгуші зазвичай тримають заставу»
Кабардинские князі, вимагаючи данини від інгушів,здійснили черговий напад на інгушські землі. У цьому конфлікті командувач Кавказької лінією генерал І. Ф. Медем встав на сторону інгушів. Він зажадав від кабардинских князів припинення подібних акцій і попередив, що в разі повторення подібних дій буде змушений прийняти найсуворіші заходи.
У 1810 році за поданням командувача російськими військами на Кавказі А. П. Тормасова для охорони інгушів було виділено 150 козаків, 200 мушкетерів і три гармати. Цей загін за допомогою місцевого населення почав зводити зміцнення. Фортеця, крім захисту місцевого населення, повинна була також забезпечувати захист підступів до Владикавказу і Військово-- грузинської дороги.
14 жовтня 1818 фортецю відвідав  з дипломатичною місією в Персію А. С. Грибоєдов . У фортеці бував декабрист Е. Е. Лачинов. У 1842 році фортецю відвідав майбутній віце-президент Імператорської Академії мистецтв Г. Г. Гагарін, який створив кілька замальовок фортеці.
Першим серйозним випробуванням для фортеці став похід імама Дагестану Газі-Мухаммеда на Владикавказ в березні 1832 року. У битві біля фортеці Газі-Мухаммед зазнав поразки і змушений був відступити.
У квітні 1841 року відбувся 3-денний бій з великим загоном, який очолював Шаміль.
Останній намагався підпорядкувати інгушів і прорватися до Владикавказу і Військово-грузинської дороги. 6-8 квітня гарнізон за підтримки місцевого населення чинив запеклий опір Шамілю і змусив його відступити. Більше 60 міліціонерів і місцевих жителів, які відзначилися в цих боях, були нагороджені Георгіївськими хрестами, медалями та офіцерськими чинами.
У 1846 році новий похід Шаміля знову наткнувся на запеклий опір гарнізону і місцевих жителів і знову завершився невдачею.
У 1858 році відбулося Назранівське повстання, одним з епізодів якого став штурм фортеці, в якому взяли участь 5 тисяч повсталих. Штурм був відбитий, повстання придушене,а організатори повстання - страчені або заслані на каторгу до Сибіру.
У 1868 році в фортеці була відкрита перша в Інгушетії двокласна школа. У 1924 році тут же відкрилася перша в регіоні сільськогосподарська школа і почав працювати агротехнічна ділянка.
Згодом сільськогосподарська школа стала базою першого середнього навчального закладу.
У кінці XIX — початку XX століть фортеця стала виконувати функції гауптвахти і місця ув'язнення для борців з царизмом.
У 1905 році Інгушетія була виведена зі складу Сунженського козачого відділу в окрему адміністративну одиницю - Назранівський округ з прямим підпорядкуванням обласної адміністрації. Управління округу розташовувалося у фортеці.                                                                                                                                                                                                            

## Після революції
Після Жовтневої революції фортеця стала одним з центрів боротьби за Радянську владу в Інгушетії. У січні 1918 року в фортеці пройшов з'їзд інгушського народу. 15 квітня того ж року в фортеці пройшов з'їзд трудового народу Інгушетії, на якому були присутні 3500 осіб.
На з'їзді було ухвалено рішення про створення місцевих Рад, ліквідацію інгушського кінного полку «Дикої дивізії» і відновленні руху на залізниці Беслан - Грозний - Хасавюрт.
14 вересня 1918 року в фортеці пройшов з'їзд інгуського народу, на якому головував Серго Орджонікідзе. Делегати з'їзду заявили, що Інгушетія є частиною Радянської Росії, а також висловили підтримку Радянської влади. 12 жовтня того ж року в Назранівської фортеці на черговому з'їзді була висловлена одностайна підтримка партії більшовиків і Радянської влади.
24 січня 1919 року черговий з'їзд інгушів, також проходив у фортеці.
Ухвалив рішення про збройний виступ проти Добровольчої армії генерала Денікіна. Однак опір прихильників Радянської влади було зламано і її вцілілі захисники змушені були на час відійти в гірські райони.
22 червня 1919 року в фортеці зібралися представники інгушського народу для обговорення ультиматуму Денікіна з вимогою мобілізації інгушів в армію Денікіна і виплати величезної контрибуції. Делегати з'їзду рішуче відкинули цей ультиматум. Їм стало відомо,
що на залізничній станції Назрань йде завантаження у вагони насильно мобілізованих інгушів. Делегати прибули на станцію, вбили і заарештували офіцерів , які проводили  мобілізацію  і розпустили мобілізованих по домівках.
4 квітня 1920 року в фортеці пройшов 15-тисячній з'їзд інгушського народу, на якому були присутні Серго Орджонікідзе і С. М. Кіров. З'їзд проголосив відновлення Радянської влади в Інгушетії.
19 червня 1920 на території фортеці пройшла Назранівського окружна партійна конференція, яка обрала Назранівський окружком РКП (б). 25 липня в фортеці почався I з'їзд Рад Інгушетії, в роботі якого брав участь представник ЦК РКП (б), письменник А. С. Серафимович.
27 серпня того ж року тут же пройшла I конференція Союзу комуністичної молоді Назранівського округу, в роботі якого взяли участь 25 делегатів.
16 лютого 1924 року в фортеці пройшла конференція представників трудового народу Інгушетії, на якій були присутні 1500 делегатів. З доповідями на конференції виступили С. Орджонікідзе і А. І. Мікоян.
У 1980-х роках у фортеці розміщувалася  районна Назранівська лікарня.